# The Sheriff's Brother (film 1912)
The Sheriff's Brother è un cortometraggio muto del 1912. Il nome del regista non viene riportato nei credit.

## Produzione
Il film fu prodotto dalla Pathé Frères.

## Distribuzione
Distribuito dalla General Film Company, il film - un cortometraggio in una bobina - uscì nelle sale cinematografiche USA il 27 novembre 1912.